# Monarch: Legacy of Monsters
Monarch: Legacy of Monsters (en España: Monarch: el legado de los monstruos y en Hispanoamérica: Monarch: legado de monstruos) es una serie de televisión estadounidense creada por Chris Black y desarrollada por Black y Matt Fraction para el servicio de streaming, Apple TV+, basado en Godzilla de Toho Co., Ltd. Producida por Legendary Television, Safehouse Pictures y Toho Co., Ltd, es la sexta entrega del «MonsterVerse», y la segunda serie de televisión de la franquicia. La historia sigue a los miembros de la organización Monarch mientras se encuentran con Godzilla y otros titanes a lo largo de medio siglo. Chris Black se desempeñará como showrunner.
La serie está protagonizada por Kurt Russell, Wyatt Russell, Anna Sawai, Kiersey Clemons, Ken Watabe, Mari Yamamoto, Anders Holm, Joe Tippett y Elisa Lasowski. Monarch: el legado de los monstruos se estrenó el 17 de noviembre de 2023 en Apple TV+ con críticas positivas de los críticos. En abril de 2024, la serie fue renovada para una segunda temporada.

## Premisa
Después de la batalla épica entre Godzilla y los MUTO que arrasaron San Francisco y la impactante revelación de que los monstruos son reales, dos hermanos, siguiendo los pasos de su padre, descubren la conexión de su familia con la organización secreta conocida como Monarch. Las pistas los llevan al mundo de los monstruos y, finalmente, a la madriguera del conejo hasta llegar al oficial del ejército Lee Shaw, que tiene lugar en la década de 1950 y medio siglo después, donde Monarch se ve amenazado por lo que Shaw sabe. La dramática saga, que abarca tres generaciones, revela secretos enterrados y las formas en que acontecimientos épicos y trascendentales pueden repercutir en nuestras vidas.

## Reparto
- Kurt Russell como Lee Shaw[4]
  - Wyatt Russell como un joven Lee Shaw[4]
- Anna Sawai como Cate Randa:
Una ex maestra de escuela y sobreviviente de la Batalla de San Francisco, conocido como «G-Day» que viaja a Japón para resolver asuntos familiares pero, en cambio, descubre un secreto familiar. Cansada de huir de sus problemas, está decidida a encontrar respuestas.[5][4]
- Kiersey Clemons como May:
Una expatriada estadounidense con un exterior pícaro que utiliza para protegerse a sí misma y a los demás. Ya sea descifrando un código o encontrando una laguna jurídica, ella siempre está tres pasos por delante de todos los que la rodean.[5]
- Ren Watabe como Kentaro Randa:
Un joven inteligente, creativo y curioso que aún tiene que encontrar su propio camino. Se embarcará en una búsqueda para aprender más sobre su venerado pero misterioso padre y descubrirá sus propios talentos en el proceso.[5][4]
- Mari Yamamoto como Keiko Miura: Una científica japonesa que investiga a los monstruos, y siente afinidad con ellos.[6]
- Anders Holm como Bill Randa: Un investigador de Monarch.[7]
  - John Goodman interpreta nuevamente a Bill Randa mayor que apareció anteriormente en Kong: Skull Island (2017).[8]
- Joe Tippett como Tim:
Un oficinista que sueña con la aventura de un agente secreto. Su exceso de confianza le causa problemas en el campo, pero está decidido a no fallarle a su organización.[5]
- Elisa Lasowski como Duvall:
Una agente francesa experta con una confianza inquebrantable en sí misma y en sus habilidades. También posee un irónico sentido del humor, que utiliza para guiar a su colega menos orientado al campo.[5]
- Dominique Tipper como Brenda Holland, una ejecutiva de Apex.[9]
- Christopher Heyerdahl como Coronel Puckett: El alto mando de las Fuerzas Armadas de los Estados Unidos.[9]
- Josh Collins como Agente Sabitha[9]
- Charlie Karumi como Dr. Udeku[9]
- Mirelly Taylor como Natalia Verdugo: Una alto mando de la organización Monarch con sede en Virginia, y jefa de Tim y Duvall.[9]
- Tamlyn Tomita como Caroline: Madre de Cate.[9]
- Qyoko Kudo como Emiko Randa: Madre de Kentaro, y exmujer de Hiroshi Randa, padre de Cate.[9]
- Shota Tsuji como Sot: Un amigo de Kentaro.[9]
- Takehiro Hira como Hiroshi Randa: Padre de Cate y Kentaro, y ex-marido de Caroline y Emiko.
- Jess Salgueiro como Barnes: Una investigadora basada en Utah la cual proporciona información sobre fenómenos irregulares en la zona.

## Episodios
| N.º | Título                                                                                     | Dirigido por  | Escrito por     | Fecha de lanzamiento original |
| --- | ------------------------------------------------------------------------------------------ | ------------- | --------------- | ----------------------------- |
| 1 | «Secuelas» (en inglés: Aftermath)                                                          | Matt Shakman  | Chris Black     | 17 de noviembre de 2023       |
| Siguiendo a La batalla de Godzilla con los MUTO en San Francisco, la maestra de escuela Cate Randa se reúne con su padre separado, Hiroshi, quien luego se marcha sin dar más detalles. Hiroshi luego desaparece en Alaska y se presume muerto. Un año después, Cate viaja a Tokio para arreglar los asuntos de Hiroshi. Descubre que tuvo una segunda esposa, Emiko, y un hijo, Kentaro, en Japón. Kentaro lleva a Cate a la oficina de Hiroshi, donde descubre una caja fuerte que contiene archivos pertenecientes a su abuelo, el investigador Monarch Bill Randa. Buscando respuestas sobre la presencia de Monarch en San Francisco y la conexión de Hiroshi con ellos, Cate y Kentaro reclutan a la exnovia de Kentaro, May Olowe-Hewitt, para decodificar los archivos. Tim, el empleado de Monarch, es notificado de su actividad. (en croata) En 1959, Bill Randa y la científica Keiko Miura siguen la radiación en Kazajistán con su colega oficial Monarca, el coronel Leland Shaw. Sin embargo, la radiación es una tapadera para un agujero perforado en la tierra; Los niveles de radiación caen a cero alrededor de una planta de energía y existen cavernas huecas en el lecho de roca debajo. Al aventurarse en el interior, descubren huevos que pertenecen a Endoswarmers insectoides. Keiko y Shaw descienden en rapel para recolectar material genético de los huevos. Sin embargo, las larvas de Endoswarmer despiertan de los huevos y arrastran a Keiko a un pozo profundo. |                                                                                            |               |                 |                               |
| 2 | «Partida» (en inglés: Departure)                                                           | Matt Shakman  | Chris Black     | 17 de noviembre de 2023       |
| En 2015, Kentaro descubre archivos de Monarch en la oficina de Hiroshi que indican que Shaw, su tío abuelo honorario, se mudó a un centro de vida asistida en Japón. Tim y la agente de campo de Monarch, Michelle Duvall, rastrean a Cate, Kentaro y May en un intento de encontrar los archivos decodificados, pero escapan. Cate, Kentaro y May huyen y encuentran a Shaw, quien revela que las instalaciones son un pretexto para que Monarch lo mantenga bajo arresto domiciliario. Shaw los convence de escapar de las instalaciones y seguir a Hiroshi hasta su último lugar conocido en Alaska. En 1952, Shaw es asignado como escolta de Keiko en una expedición tras una radiación inusual en Filipinas. Se encuentran con Bill en la jungla, quien afirma estar siguiendo cuentos populares sobre un dragón que escupe fuego. Keiko recluta a Bill en contra del consejo escéptico de Shaw, y Shaw se marcha. Siguiendo solos, Keiko y Bill descubren los restos del USS Lawton, un barco de la Armada que se hundió en 1943 del cual Bill fue el único superviviente. Descubren cadáveres en el barco y son atacados por un Ion Dragon. Habiendo visto el fuego basado en radiación del Ion Dragon, Shaw regresa a la nave, rescatando a Keiko y Bill y dejando atrás al Ion Dragon. |                                                                                            |               |                 |                               |
| 3 | «Secretos y mentiras» (en inglés: Secrets and Lies)                                        | Julian Holmes | Andrew Colville | 22 de noviembre de 2023       |
| En 2015, Cate, Kentaro, May y Shaw escapan de Japón en un ferry con destino a Pohang, Corea. En Pohang, son abordados por guardias fronterizos antes de que uno de ellos, Du-Ho, se revele como un viejo amigo de Shaw. Du-Ho los transporta a Alaska en avión; En el camino, May infiere de los archivos de Bill que Hiroshi probablemente estaba siguiendo una lista de coordenadas identificadas por Monarch. En Alaska, encuentran los restos del avión de Hiroshi, así como un campamento que sugiere su supervivencia. Du-Ho se da cuenta de que el avión de Hiroshi fue atacado después del aterrizaje; un Frost Vark lo mata y destruye su avión. En 1954, Shaw se unió a Monarch en un puesto de mando. Él, Bill y Keiko presentan un molde de la huella de Godzilla al oficial superior de Shaw, el general Puckett, para obtener uranio para sacar a Godzilla de su escondite. En Bikini Atoll, Bill y Keiko se horrorizan al descubrir que Puckett ha entregado el uranio de una bomba nuclear para matar a Godzilla como parte de la prueba del Castle Bravo. Cuando Godzilla emerge, Keiko intenta detener la detonación, pero Shaw la detiene y la bomba es detonada. Posteriormente, Puckett le da a Shaw un cheque en blanco para que Monarch investigue a los Titanes. |                                                                                            |               |                 |                               |
| 4 | «Paralelos e interiores» (en inglés: Parallels and Interiors)                              | Julian Holmes | Milla Bell-Hart | 1 de diciembre de 2023        |
| En 2015, Monarch detecta la aparición de Frost Vark. Cate, Kentaro, May y Shaw logran escapar del Frost Vark, pero May cae en un charco de agua y rápidamente desarrolla hipotermia mientras intentan encontrar refugio. Kentaro se separa del resto del grupo y encuentra un edificio que vio desde el avión, que resulta ser una antigua estación de radio que previamente había sido reparada por Hiroshi. Al enterarse de que Frost Vark se alimenta de energía térmica, Cate, May y Shaw crean una hoguera para distraerlo, el tiempo suficiente para que un helicóptero con el que Kentaro contactó llegue y los rescate. El grupo es llevado a un puesto de avanzada de Monarch, donde son recibidos por Tim y Duvall. En 2013, Kentaro conoce a May mientras espera su primera exposición de arte en una prestigiosa galería. Él elige pasar la noche con ella en lugar de prepararse para el espectáculo y se unen. Kentaro finalmente decide presentar su arte antes de estar listo para hacerlo, por el deseo de enorgullecer a su padre. La noche de la galería es la última vez que ve a Hiroshi antes de la desaparición de este último. |                                                                                            |               |                 |                               |
| 5 | «El camino de salida» (en inglés: The Way Out)                                             | Mairzee Almas | Amanda Overton  | 8 de diciembre de 2023        |
| En 2015, la subdirectora de Monarch, Natalia Verdugo, se siente frustrada al saber que Shaw ha mantenido a Cate, Kentaro y May en la ignorancia sobre las actividades de Hiroshi en Alaska. Duvall sugiere liberar a los tres para seguir sus movimientos. Después de regresar a San Francisco, Cate convence a su madre, Caroline, y al colega de Caroline, James, para que los lleven clandestinamente a la oficina de Hiroshi en una zona restringida de las ruinas de la ciudad. Evadiendo las patrullas militares y lidiando con el trastorno de estrés postraumático de Cate, finalmente llegan a la oficina de Hiroshi. Si bien no logran encontrar más archivos ocultos, Kentaro concluye a partir de los mapas de Hiroshi que probablemente se dirigió a África en busca de titanes. May contacta en secreto a Duvall y le pide volver a casa a cambio de su cooperación. En 2014, dos días antes de la aparición de Godzilla, Cate tiene una relación con su colega profesora Dani, quien habla de mudarse a vivir juntos. Sin que Dani lo supiera, Cate la engañó con otra mujer. En el Día G, Cate, culpable, decide dejar a Dani atrás para acompañar a un autobús de niños a través del puente Golden Gate. Muchos de los niños mueren cuando Godzilla atraviesa el puente durante su enfrentamiento con los militares. |                                                                                            |               |                 |                               |
| 6 | «Milagros aterradores» (en inglés: Terrifying Miracles)                                    | Mairzee Almas | Karl Greenfeld  | 15 de diciembre de 2023       |
| En 2015, Duvall libera a Shaw del cautiverio y revela que se unió a Monarch después de que su hermana muriera en el desastre de la planta de energía de Janjira, pero se desilusionó. Llevan a Cate, Kentaro y May al Sahara argelino, donde encuentran a Hiroshi usando un señuelo Titán. Les advierte que escapen antes de huir. Tim y otros agentes de Monarch encuentran el equipo en Argelia; Godzilla emerge y hace que su helicóptero se estrelle. Shaw y Duvall revelan su intención de seguir y ayudar a Godzilla, pero Cate, Kentaro y May se van para buscar a Hiroshi. Cate y Kentaro se enojan cuando May revela que permitió que Monarch los rastreara. En 1955, Shaw y Keiko asisten a un baile de la industria de defensa, donde se unen. Bill los llama a la sede de Monarch. Se enteran de que Suzuki, un científico japonés, ha capturado firmas isotópicas con su señuelo Titán. Mientras Bill y Keiko viajan para encontrarse con Suzuki, Shaw se queda a regañadientes para presentar una propuesta de presupuesto, pero finalmente abandona la reunión y se une a ellos en Japón debido a sus sentimientos por Keiko. Godzilla destruye el señuelo. Al regresar a los Estados Unidos para informar a Puckett sobre la supervivencia de Godzilla, se enteran de que ha transferido el mando de Monarch en ausencia de Shaw. |                                                                                            |               |                 |                               |
| 7 | «¿Podría La Verdadera May Ponerse de Pie?» (en inglés: Will the Real May Please Stand Up?) | Hiromi Kamata | Mariko Tamaki   | 22 de diciembre de 2023       |
| En 2015, May es secuestrada en el aeropuerto de Tindouf, Argelia, por su antiguo empleador, Applied Experimental Technologies, quien le da la opción de espiar a Monarch o ser procesada. Cate aborda a Tim cuando llega al aeropuerto y le pide que lo ayude a localizar a May. Tim, Cate y Kentaro encuentran a la familia de May en Tacoma, Washington, y aprenden sobre su pasado gracias a su hermana Lyra. Activan una falsa alerta de Titán para rescatar a May de AET, pero ella decide no espiar a Monarch y quedarse atrás. Cate convence a Verdugo para asegurar la liberación de May a cambio de ayuda para comprender los planes de Shaw, y Tim para llevar a Monarch en público para explicar la alerta. Después de llegar a un acuerdo con Monarch, AET cambia su nombre a Apex Cybernetics. Shaw y Duvall se hacen cargo del puesto de avanzada de Alaskan Monarch y detonar una grieta en la Tierra Hueca para sellarla. En 2012, May, entonces conocida como Corah Mateo, es reclutada por AET. Insatisfecha con el secreto que rodea su trabajo, piratea los sistemas de AET y descubre que son una fachada para la experimentación cibernética con animales de Monarch. Ella destruye la investigación de AET y huye a Japón con una identidad falsa. |                                                                                            |               |                 |                               |
| 8 | «Primogenitura» (en inglés: Birthright)                                                    | Hiromi Kamata | Al Letson       | 29 de diciembre de 2023       |
| En 2015, Shaw y Duvall regresan a la central eléctrica kazaja donde Keiko fue asesinada en 1959, ahora encerrada en una instalación de contención. Cate, Kentaro, May y Tim infieren que Shaw está intentando rectificar el pasado. Verdugo los envía tras Shaw con un pequeño equipo. En el interior, Shaw y Duvall se enfrentan al equipo. Hablando a solas con Cate, Shaw explica que tiene la intención de ayudar a Godzilla a mantener el orden separando la Tierra Hueca del mundo de la superficie. Mientras Shaw prepara cargas explosivas alrededor de una grieta hacia la Tierra Hueca dentro del pozo, emerge un Endoswarmer adulto. May, Cate, Shaw y Endoswarmer vuelven a caer en la grieta poco antes de su destrucción. En 1955, el nuevo jefe de Monarch, el teniente comodoro. Hatch cuestiona la evidencia de Shaw, Keiko y Bill sobre la existencia de los Titanes. Bill ataca a Hatch mientras defiende a Keiko de un comentario racista. Con la existencia de Monarch en peligro, Shaw convence a Keiko y Bill para que recopilen su investigación. Bill se da cuenta de que los Titanes evaden la detección a través de la Tierra Hueca. Mientras comparte sus hallazgos con Keiko, descubre que ella es una viuda que cría sola a Hiroshi. Bill se ofrece a adoptar a Hiroshi. Como último recurso, Shaw revela la supervivencia de Godzilla mientras presenta los hallazgos de Keiko y Bill a Puckett.                                                                       |                                                                                            |               |                 |                               |
| 9 | «Eje Mundial» (en inglés: Axis Mundi)                                                      | Andy Goddard  | Matt Fraction   | 5 de enero de 2024            |
| En 2015, Monarch rescata a Kentaro y Tim. Verdugo informa a un abatido Kentaro sobre las pérdidas de Cate, May y Shaw. Su madre, Emiko, lo inspira a seguir buscando. Cuando Hiroshi regresa a su oficina, Kentaro lo confronta. Mientras tanto, Shaw y May despiertan en un reino intermedio entre la superficie y la Tierra Hueca, Axis Mundi, y buscan a Cate. En otra parte, Cate es atacada por un jabalí, pero es rescatada por Keiko, que ya no es mayor. En 1962, Shaw se ofrece como voluntario para dirigir la Operación Reloj de Arena, una expedición a la Tierra Hueca. El señuelo Titán de Suzuki se utiliza para inducir una aparición parcial de Titán y estabilizar una grieta. Durante el lanzamiento, la grieta se desestabiliza y se cierra. La financiación de Monarch se recorta debido al resultado de la Operación Reloj de Arena. Mientras tanto, un Dragón de iones mata al equipo varado de Shaw mientras él es absorbido a través de la grieta. En 1982, Shaw despierta en un centro médico de Monarch. Manteniendo a una enfermera, Emiko, como rehén y exigiendo ver a Bill, Shaw se encuentra con un Hiroshi adulto. Hiroshi revela que Bill ha muerto. Monarch tiene la intención de abandonar su misión y dejar a los Titanes tranquilos. Shaw es puesto bajo arresto domiciliario. Treinta y dos años después, ve la noticia de que Godzilla lucha contra el MUTO masculino en Hawái.                                                                               |                                                                                            |               |                 |                               |
| 10 | «Más allá de la lógica» (en inglés: Beyond Logic)                                          | Andy Goddard  | Chris Black     | 12 de enero de 2024           |
| En 2015, Keiko le explica a Cate que manipuló el señuelo Titán de la Operación Reloj de Arena para enviar una señal de socorro desde la Tierra Hueca. Se reúnen con May y Shaw; Keiko queda devastada al saber que han pasado décadas y que Bill nunca regresó de su expedición a la Isla Calavera. Tim deja Monarch después de chocar con Verdugo por su negativa a investigar la señal de Keiko y, en cambio, notifica a Kentaro. y Hiroshi. Mientras Shaw y Keiko vuelven a conectar el señuelo al vehículo de lanzamiento de la Operación Reloj de Arena, ella revela su intención de quedarse atrás, pero Cate la convence de lo contrario. Shaw activa el vehículo, pero sin darse cuenta atrae a un Dragón de iones que ya está presente en Axis Mundi. Shaw sale del vehículo para volver a conectar un cable desprendido por el Dragón. Godzilla emerge a través de una grieta y lucha contra el Dragón, finalmente lo arroja de regreso a través de la grieta y activa el vehículo. Mientras Keiko lucha por llevar a Shaw de regreso al vehículo, él se sacrifica para permitirles escapar. En 2017, en una estación de investigación de Apex Cybernetics en Skull Island, Hiroshi devuelve con éxito el vehículo a la superficie; él, Kentaro y Tim, que ahora trabajan con Apex, se reúnen con Keiko, Cate y May. Evacuan cuando Kong se acerca. |                                                                                            |               |                 |                               |

## Producción

### Desarrollo
Tras el éxito de Godzilla vs. Kong, comenzaron las discusiones sobre las formas en que MonsterVerse podría expandirse más allá de los largometrajes. Legendary propuso una serie de acción real y, entre los inversores potenciales, Apple TV+ expresó interés inmediato y negoció un acuerdo y dio luz verde a la serie en enero de 2022. El proyecto será una producción conjunta entre Legendary Television, Safehouse Pictures y Toho, Warner Bros. todavía posee los derechos de la franquicia MonsterVerse junto con Legendary. Chris Black actuará como showrunner.
En mayo, Matt Shakman fue contratado para dirigir los primeros dos episodios además de ser productor ejecutivo. Además de Black y Matt Fraction, los escritores de la serie incluyen a Andrew Colville, Milla Bell-Hart, Amanda Overton, Karl Taro Greenfeld, Mariko Tamaki y Al Letson.
El 11 de abril de 2024, Apple Tv+ renovó la serie por una segunda temporada junto con el desarrollo de variados spin-offs.

### Casting
En junio, Anna Sawai, Ren Watabe, Kiersey Clemons, Joe Tippett y Elisa Lasowski fueron elegidos para la serie. En julio, Kurt Russell y Wyatt Russell se unieron al elenco, y Mari Yamamoto se unió en agosto. En septiembre de 2022, Anders Holm se unió al elenco y también se reveló el título de la serie. En septiembre de 2023, con el estreno del avance, se reveló que John Goodman retomaría su papel de Kong: Skull Island (2017) como William "Bill" Randa.

### Rodaje
En julio de 2022, se reveló que la fotografía principal había comenzado en Vancouver, Columbia Británica, Canadá. Ocurrieron dos semanas de filmación en Japón en agosto.El rodaje de la segunda temporada comenzó en julio de 2024 durando hasta marzo de 2025.
La serie está filmada con cámaras 3D en formato de video espacial de Apple para Apple Vision Pro.

## Marketing
En agosto de 2023, Apple publicó las primeras imágenes de la serie, ahora titulada oficialmente Monarch: Legacy of Monsters. El avance de la serie se lanzó el 8 de septiembre de 2023, junto con más imágenes.

## Estreno
Monarch: Legacy of Monsters se estrenó el 17 de noviembre de 2023 en el servicio de streaming Apple TV+.